# Huis van Oudsten (Somaliland)
Het Huis van Oudsten (Somalisch: Golaha Guurtida; Arabisch: مجلس الشيوخ) is het hogerhuis van het parlement van Somaliland en telt 82 leden die de verschillende stammen in het land vertegenwoordigen. De meeste van hen zijn stamoudsten. Het Huis van Oudsten wordt indirect gekozen voor een periode van zes jaar. De president van Somaliland benoemd vijf leden en oud-presidenten en oud-vicepresidenten zijn ex officio lid van het Huis van Oudsten.
Suleiman Mohamoud Adan is sinds 2004 voorzitter van het Huis van Oudsten.
Het lagerhuis van het parlement in het Huis van Afgevaardigden.

Zegel van het Huis van Oudsten